# Bolton Wanderers F.C.
Câu lạc bộ bóng đá Bolton Wanderers (biệt danh The Trotters) là một câu lạc bộ bóng đá chuyên nghiệp của Anh, đặt tại Horwich, Bolton thuộc thành phố Manchester, phía Tây Bắc nước Anh. Bolton hiện đang chơi tại giải vô địch bóng đá Anh (League Championship)
Là một trong những thành viên sáng lập giải bóng đá nhà nghề, Bolton là đội bóng thành công của thập niên 1920, họ đã từng 4 lần vô địch cúp FA, và một lần giành cúp FA Charity Shield. Câu lạc bộ này từng có quãng thời gian tồi tệ thì phải chơi ở giải hạng tư trong mùa giải 1987, họ trở lại giải hạng nhất năm 1995 sau 15 năm vắng bóng. Mùa 2005-2006 CLB lần đầu tiên tham dự cúp châu Âu, vào đến vòng 1/32 của cúp UEFA. Mùa 2007–08. Bolton kết thúc mùa bóng với vị trí thứ 7 chung cuộc.
Bolton Wanderers chuyển đến sân vận động mới Reebok năm 1997 thay thế cho sân cũ Burnden Park.

## Thành tích

### Trong nước
- FA Cup: 4
  - 1923, 1926, 1929, 1958
- Carling Cup: 2
  - 1995, 2004
- FA Community Shield: 1
  - 1958

## Đội hình hiện tại
Tính đến 1 tháng 9 năm 2015
Ghi chú: Quốc kỳ chỉ đội tuyển quốc gia được xác định rõ trong điều lệ tư cách FIFA. Các cầu thủ có thể giữ hơn một quốc tịch ngoài FIFA.
| Số | VT | Quốc gia    | Cầu thủ           |
| -- | -- | ----------- | ----------------- |
| —  |    |             |                   |
| —  |    |             |                   |
| 3  | HV | Tây Ban Nha | Eric Garcia       |
| —  |    |             |                   |
| —  |    |             |                   |
| —  |    |             |                   |
| —  |    |             |                   |
| 8  | TV | Pháp        | Yohan Cabaye      |
| 9  | TĐ | Brasil      | Heberty Fernandes |
| —  |    |             |                   |
| 11 | TĐ | Argentina   | Đỗ Merlo          |
| 15 | HV | Tây Ban Nha | Derik             |
| 16 | TV | Anh         | Mark Davies       |
| 18 | TV | Guyana      | Neil Danns        |

| Số | VT | Quốc gia     | Cầu thủ                                    |
| -- | -- | ------------ | ------------------------------------------ |
| 19 | TĐ | Anh          | Emile Heskey                               |
| 20 | HV | Tây Ban Nha  | Jose Manuel Casado                         |
| 21 | TV | Anh          | Darren Pratley (Đội trưởng)                |
| 22 | TĐ | Brasil       | Wellington Silva (cho mượn từ Arsenal)     |
| 23 | TĐ | Scotland     | Stephen Dobbie                             |
| 24 | HV | Ý            | Francesco Pisano                           |
| 25 | HV | Anh          | Lawrie Wilson                              |
| 26 | TĐ | Nigeria      | Shola Ameobi                               |
| 27 | TV | Cộng hòa Séc | Filip Twardzik                             |
| 29 | TV | Úc           | Luke Brattan (cho mượn từ Manchester City) |
| 31 | HV | Anh          | David Wheater                              |
| 42 | TV | Anh          | Tom Walker                                 |
| 44 | TV | Sierra Leone | Medo                                       |
| 45 | HV | Anh          | Rob Holding                                |

### Cho mượn
Ghi chú: Quốc kỳ chỉ đội tuyển quốc gia được xác định rõ trong điều lệ tư cách FIFA. Các cầu thủ có thể giữ hơn một quốc tịch ngoài FIFA.
| Số | VT | Quốc gia | Cầu thủ                                                                 |
| -- | -- | -------- | ----------------------------------------------------------------------- |
| 11 | TĐ | Anh      | Robert Hall (cho Milton Keynes Dons mượn đến ngày 30 tháng 6 năm 2016)  |
| 17 | TV | Anh      | Liam Trotter (cho Nottingham Forest mượn đến ngày 24 tháng 11 năm 2015) |
| 33 | HV | Anh      | Hayden White (cho Blackpool mượn đến ngày 2 tháng 1 năm 2016)           |

| Số | VT | Quốc gia         | Cầu thủ                                                                |
| -- | -- | ---------------- | ---------------------------------------------------------------------- |
| 35 | TĐ | Cộng hòa Ireland | Conor Wilkinson (cho Barnsley mượn đến ngày 4 tháng 1 năm 2016)        |
| 38 | TV | Anh              | Jordan Lussey (cho York City mượn đến ngày 27 tháng 12 năm 2015)       |
| 41 | HV | Anh              | Oscar Threlkeld (cho Plymouth Argyle mượn đến ngày 2 tháng 1 năm 2016) |